# قوی‌ترین پیک
قوی‌ترین پیک (کره‌ای: 최강 배달꾼; لاتین‌نویسی اصلاح‌شده: Choegang Baedalkkun) یک مجموعه تلویزیونی محصول کره جنوبی در سال ۲۰۱۷ با بازی گو کیونگ پیو، چه سو بین، کیم سون هو و گو وون هی است. این مجموعه از ۴ اوت تا ۲۳ سپتامبر ۲۰۱۷، روزهای جمعه و شنبه ساعت ۲۳:۰۰ (کی‌اس‌تی) از کی‌بی‌اس۲ برای ۱۶ قسمت پخش شد.

## بازیگران

### اصلی
- گو کیونگ پیو در نقش چوی کانگ سو[۳]
- چه سو بین در نقش لی دان آه[۳][۵]
- کیم سون هو در نقش اوه جین کیو[۳]
- گو وون هی در نقش لی جی یون[۳]